# Dundee Football Club 2021-2022
Questa voce raccoglie le informazioni riguardanti il Dundee Football Club nelle competizioni ufficiali della stagione 2021-2022.

## Stagione
- In Scottish Premiership il Dundee si classifica al 12º posto (29 punti), dietro al St. Johnstone, retrocedendo così in Scottish Championship.
- In Scottish Cup viene eliminato ai quarti di finale dai Rangers (0-3).
- In Scottish League Cup viene eliminato ai quarti di finale dal St. Johnstone (0-2).

## Maglie e sponsor
Il fornitore tecnico per la stagione 2021-2022 è Macron, mentre lo sponsor ufficiale è Crown Engineering Services. 
| Casa | Trasferta | Terza divisa |

## Rosa
Aggiornata al 7 maggio 2022
| N. |                        | Ruolo | Calciatore      |
| -- | ---------------------- | ----- | --------------- |
| 1  | Inghilterra (bandiera) | P     | Adam Legzdins   |
| 2  | Scozia (bandiera)      | D     | Cameron Kerr    |
| 3  | Inghilterra (bandiera) | D     | Jordan Marshall |
| 4  | Inghilterra (bandiera) | D     | Liam Fontaine   |
| 5  | Irlanda (bandiera)     | D     | Ryan Sweeney    |
| 6  | Scozia (bandiera)      | C     | Jordan McGhee   |
| 8  | Scozia (bandiera)      | C     | Shaun Byrne     |
| 9  | Scozia (bandiera)      | A     | Danny Mullen    |
| 10 | Scozia (bandiera)      | C     | Paul McGowan    |
| 11 | Scozia (bandiera)      | C     | Declan McDaid   |
| 12 | Canada (bandiera)      | C     | Jay Chapman     |
| 14 | Scozia (bandiera)      | D     | Lee Ashcroft    |
| 15 | Scozia (bandiera)      | C     | Josh Mulligan   |

| N. |                             | Ruolo | Calciatore            |
| -- | --------------------------- | ----- | --------------------- |
| 16 | Inghilterra (bandiera)      | D     | Christie Elliot       |
| 17 | Scozia (bandiera)           | A     | Luke McCowan          |
| 18 | Scozia (bandiera)           | C     | Paul McMullan         |
| 19 | Scozia (bandiera)           | C     | Finlay Robertson      |
| 20 | Scozia (bandiera)           | A     | Zak Rudden            |
| 21 | Irlanda (bandiera)          | P     | Ian Lawlor            |
| 22 | Inghilterra (bandiera)      | D     | Vontae Daley-Campbell |
| 23 | Irlanda (bandiera)          | A     | Cillian Sheridan      |
| 24 | Scozia (bandiera)           | C     | Max Anderson          |
| 26 | Scozia (bandiera)           | C     | Charlie Adam          |
| 30 | Scozia (bandiera)           | P     | Harrison Sharp        |
| 35 | Inghilterra (bandiera)      | D     | Zeno Ibsen Rossi      |
| 77 | Irlanda del Nord (bandiera) | A     | Niall McGinn          |